# ビジュアルソフト・コンテンツ産業協同組合
ビジュアルソフト・コンテンツ産業協同組合（ビジュアルソフト・コンテンツさんぎょうきょうどうくみあい、英: Visual Software Contents Industry Coop. 略称: VSIC、ブイシック）は、日本のアダルトビデオメーカー業界団体である。海賊盤問題への取り組みや自主規制に基づくアダルトビデオ倫理審査も行っている。
慶応義塾大学名誉教授の小林節が顧問弁護士を務める。
2022年に公布されたAV出演被害防止・救済法に対して理事長を務める綾部は「女優を保護する法律が、結果的に女優の仕事を奪っている」。「仕事がなくなったら、廃業して別の仕事をすればいいという人もいる。AVを忌み嫌っている人たちには、この仕事自体が有害に思えるのだろう」「なぜ新法のあおりで仕事を干されなければならないのか」と法律尊種を前提としながらも、実態にまるで合っていないことを回答している。
前述の小林も「成人した人間が自らの意思で契約したものを、任意に無保証で解約できるというのは商取引としてあり得ない」と指摘している。

## 沿革
- 1994年4月、日本ビジュアルソフト著作権協会として発足。海賊版の取り締まりを主な業務とする。
- 1999年12月、通商産業省・関東通商産業局に協同組合の申請を行う。
- 2003年12月、紆余曲折の上、経済産業省・関東経済産業局より認可を受け、産業協同組合を設立。当時は日本ビデオ倫理協会（ビデ倫）メーカーも加盟していた。
- 2004年3月、第一回倫理基準調査研究会を開催、メディア倫理士試験を実施。
- 2005年4月、トライハートコーポレーションがビデ倫を脱退、VSICの審査に移行。
- 2006年4月、ビデ倫メーカーが一斉脱退。
- 2007年5月、北都（MOODYZ、S1等）が日本倫理審査協会（JEJA、日倫）から審査を移行。
- 2007年7月、事務局所在地を品川から新宿に移転

## 主な協同組合員
※ただし、VSICで作品を審査しているとは限らない
- アットワンコミュニケーション（LEO）
- オムプロダクション（ドグマ）
- グラフィス
- 古松映像（クロス）
- CVC（センタービレッジ）
- ソフトビット（オーロラプロジェクト、実録出版などの販売元）
- 泰成
- トライハートコーポレーション
- NANIWA
- ハマジム
- 隼エージェンシー
- 北都→WILL
- マルクス兄弟
- ユーアンドケイ（U&K）